# Walt Disney World Dolphin
Le Walt Disney World Dolphin est l'un des deux hôtels du complexe hôtelier Walt Disney World Dolphin & Swan à Walt Disney World Resort. il a ouvert le 4 juin 1990.

## Le thème
L'hôtel possède un thème marin et enjoué basé sur la Floride. Les couleurs sont pour cette raison des pastels chauds comme le turquoise ou le corail. Michael Graves a appelé ce type d'architecture de l'« architecture de loisirs ». Les parties turquoises aux premiers étages des ailes de l'hôtel reprennent un motif de feuille de bananier.

## Les bâtiments
Les éléments les plus importants de l'édifice sont :
- Le corps principal de l'hôtel, de forme triangulaire et haut de 27 étages. Le triangle turquoise est marqué entre le 10e et le 20e étage par un carré noir (une vitre placée devant la façade).  Elle fait écho à celle deux fois plus petite du Swan. Certains y ont vu la marque du futur passage d'une nouvelle ligne de monorail au travers de l'hôtel.
- Quatre ailes symétriques en devant du bâtiment de couleur ocres (sombres pour les 3 premiers étages, plus clair pour les suivants). Leur extrémité méridionale est cylindrique, de couleur turquoise et surmontée par une vasque florale parfois animée par un jet d'eau.
- L'énorme fontaine au centre de l'hôtel. Elle débute par vasque en forme de coquillage au 10e étage sous le carré noir. Quatre autres coquilles permettent de créer un escalier d'eau au-dessus du hall de cinq étages. Une énorme coquille est accrochée au-devant du hall vers le lagon. Elle mesure plus de 15 m de long pour 12 m de large. Elle sert de réservoir-bassin pour trois jets d'eau qui tombent à son extrémité dans un bassin circulaire situé au sol. De part et d'autre du hall se trouvent des restaurants.
- au nord de l'hôtel s'étale un énorme centre de congrès.

## Les services de l'hôtel
Les services sont répartis sur deux étages, le rez-de-chaussée et le deuxième étage. Le premier étage est inexistant dans certaines parties communes de l'hôtel. 

La réception se fait au 2e étage de l'hôtel tandis qu'un autre hall situé au rez-de-chaussée donne sur le lagon. Les deux halls sont reliés par un escalator.

### Les chambres

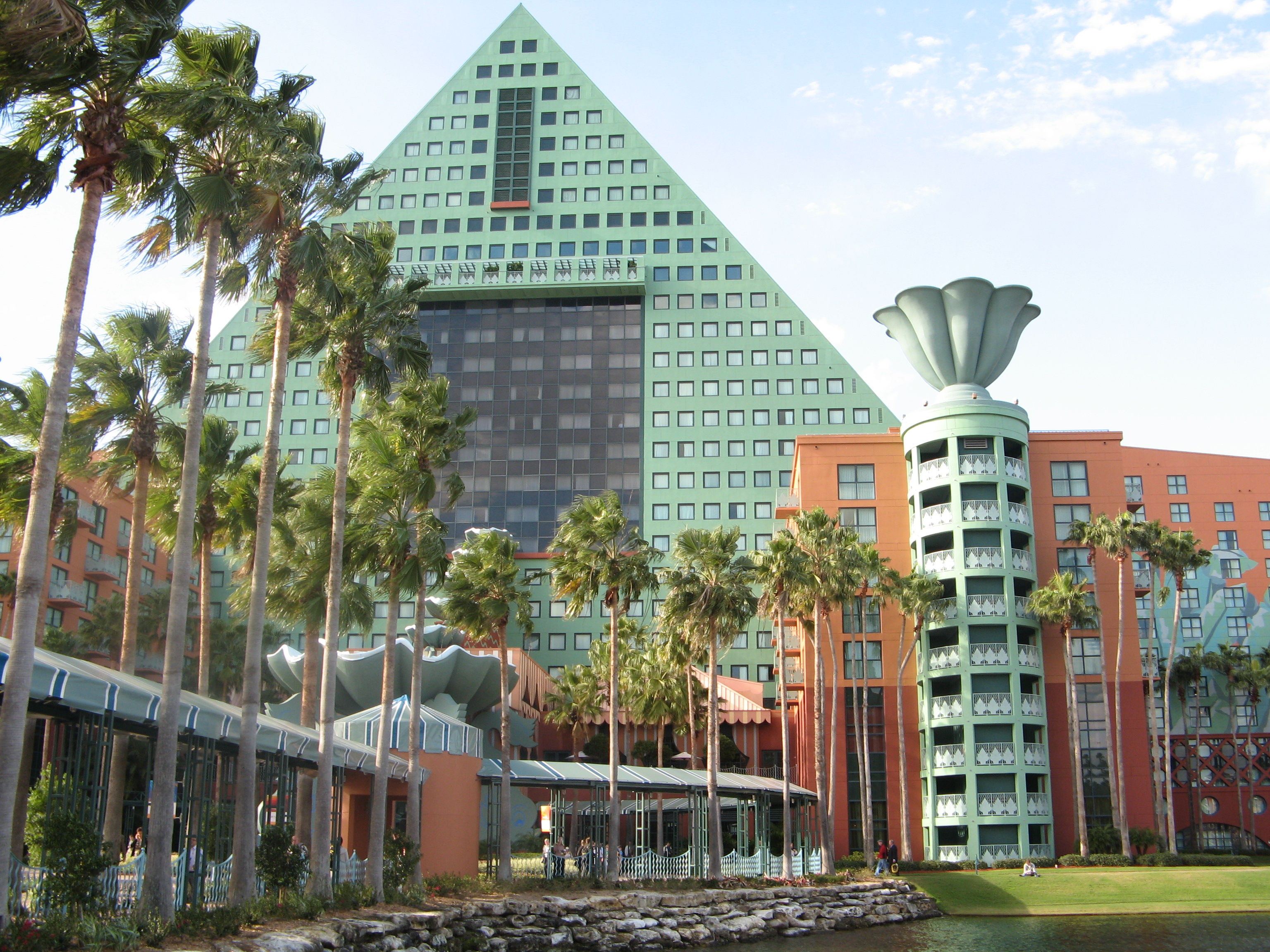
Le bâtiment central de 27 étages

L'hôtel comporte 1 509 chambres dont 136 suites. Elles reprennent le thème extérieur avec des couleurs corail et turquoise ainsi que des frises en forme de vague et des ananas mais inversé par rapport au Swan. À l'inverse des hôtels Disney, les chambres n'ont pas de ventilateurs au plafond.

### Les restaurants et bars
- Shula's Steak House situé au 2e étage dans une des ailes méridionales.
- Lobby Lounge est situé au sud-est de la réception.
- Picabu est situé au RDC sous la réception et les boutiques. C'est un restaurant avec service au buffet.

remplace Tubbi's Buffetaria depuis le 4 avril 2006 et qui proposait un service comparable.
- Dolphin Fountain est un bar situé au RDC sous le Shula's Steak House, à droite en descendant de l'escalator
- Coral Café est situé au RDC dans la première aile méridionale à l'est du hall, à gauche en descendant de l'escalator
- Cabana Bar and Grill est un café-restaurant situé au bord de la piscine du Dolphin.

### Les boutiques
L'hôtel possède quatre boutiques à gauche de l'entrée de l'hôtel et du hall du 2e étage.
- Brittany Jewels propose des bijoux de luxe et de montres dont des Cartier
- Indulgence permet d'assouvir des envies de chocolats et autres confiseries
- Statement of Fashions vends de vêtements
- Daisy's Gardens propose des articles Disney.

### Les activités possibles
L'hôtel propose à l'extrémité occidentale du bâtiment principal :
- une piscine rectangulaire
- un centre de remise en forme Body By Jake
- une salle de jeu vidéo
- un coiffeur-centre de beauté Niki Bryan.

Le long du lagon, un complexe de loisirs communs est aussi disponibles tandis que le Disney's BoardWalk Resort voisin comprend la zone commerciale et de loisirs Disney's BoardWalk.

### Le centre de congrès
- Hemispheres Ballroom - 5 038 m²
  - Northern Hemisphere Ballroom 3 117 m²
    - Salle A - 620 m² séparable en 4 pièces
    - Salon B - 403 m²
    - Salon C - 603 m²
    - Salon D - 403 m²
    - Salon E - 678 m² séparable en 4 pièces

  - Southern Hemisphere Ballroom - 1 757 m² séparable en 4 pièces
  - Americas Seminar Room - 262 m²
- Dolphin Meeting Space
  - Oceanic Meeting Space - 8 pièces de 78,5 à 104 m² au nord
  - Asia Meeting Space - 5 pièces de 164 à 212 m² à l'est
  - Europe Meeting Space - 11 pièces de 60 à 80 m² au sud
  - Australia Meeting Space - 3 pièces de 65 à 203 m² au nord-est
- Convention Hall Space - 10 266 m²
  - Atlantic Hall - 5 627 m² séparable en 3 pièces de 864 à 2 959 m²
  - Pacific Hall - 4 637 m² séparable en 3 pièces de 1 391 à 1 855 m²
  - Pacific Terrace - 1 505 m² au nord du complexe